# Libertad (álbum de Delirious?)
Libertad é a segunda coletânea musical da banda Delirious?, lançada a 16 de Novembro de 2002.
Todas as faixas são retiradas dos álbuns Cutting Edge, editados no início da década de 1990. A diferença é que são todas cantadas em espanhol.

## Faixas
Todas as faixas por Martin Smith.
1. "Preparen el camino" – 7:05
2. "Cantaré de Tu amor por siempre" – 4:27
3. "Tengo a Cristo" – 4:52
4. "Grande es El Señor" – 7:02
5. "Cantaria sin parar" – 4:32
6. "Dios de amor" – 2:49
7. "El mensaje de la cruz" – 4:49
8. "Griten al norte" – 4:15
9. "Tuyo es mi corazón" – 5:59
10. "En el río me encuentras" – 5:05
11. "No me avergüenzo" – 6:30
12. "Obsesión" – 8:41